# Francis Charteris (10e comte de Wemyss)
Francis Richard Charteris, 10e comte de Wemyss (4 août 1818-30 juin 1914), titré Lord Elcho entre 1853 et 1883, est un homme politique britannique whig. Il fonde la Liberty and Property Defence League.

## Biographie

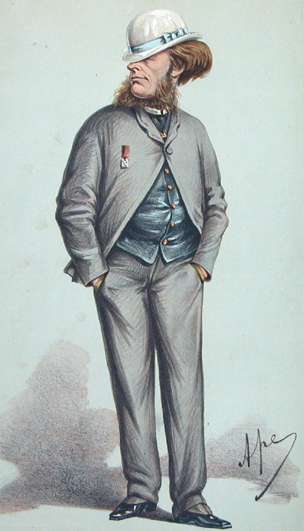
Lord Elcho par Carlo Pellegrini, 1870

Il est le fils aîné et héritier de Francis Wemyss-Charteris (9e comte de Wemyss) et succède à son père en 1883. Auparavant, il est connu sous le nom de Lord Elcho. En tant que Lord Elcho, il est commandant du London Scottish Regiment pendant 17 ans à compter de sa formation en 1859.
Il est membre de la Canterbury Association depuis le 27 mars 1848 et appartenait au comité de direction.
Il développe un intérêt pour la pratique médicale alternative de l'homéopathie, devenant même président de l'hôpital homéopathique de Londres jusqu'à sa mort.

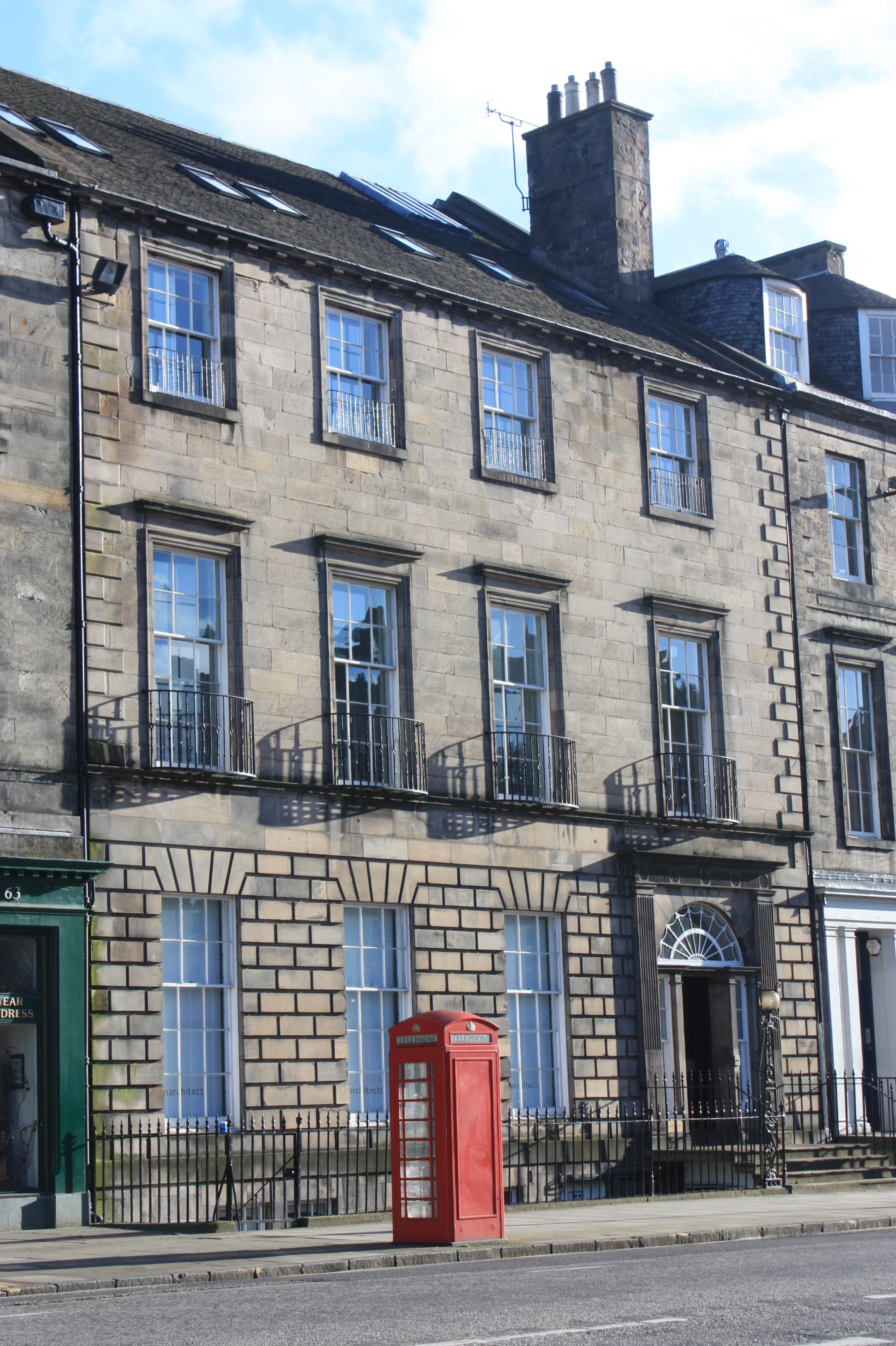
64 Queen Street, Édimbourg

Son adresse à Édimbourg est le 64 Queen Street, la seule maison de ville à quatre baies sur cette rue prestigieuse de la première nouvelle ville d' Édimbourg .

## Famille
Le 29 août 1843, il épouse Anne Frederica Anson, la deuxième fille de Thomas Anson (1er comte de Lichfield). En plus de ses cinq fils, il est également le père d'Evelyn Charteris, qui épouse John Vesey (4e vicomte de Vesci). Leur fille unique Mary Gertrude est la deuxième épouse d'Aubrey Herbert (deuxième fils de Henry Herbert (4e comte de Carnarvon)), dont la fille Laura Herbert épouse l'écrivain Evelyn Waugh et est la mère d'Auberon Waugh.
Charteris Bay dans le port de Lyttelton est nommée en son honneur pour commémorer son rôle dans la colonie de Canterbury en Nouvelle-Zélande .